# Lucky Strike (FFH-Gebiet)
Das Fauna-Flora-Habitat-Gebiet Lucky Strike liegt im Atlantischen Ozean auf dem mittelatlantischen Rücken, etwa 250 km südsüdwestlich der Azoren-Insel Flores. Das rechteckig abgegrenzte Schutzgebiet gehört trotz der großen Entfernung von etwa 2.000 km zum europäischen Festland zum europäischen Schutzgebiets-Netz Natura 2000. Lucky Strike ist das am weitesten westlich gelegene Natura-2000-Gebiet.
Das etwa 191 km² große Schutzgebiet umfasst ein großes hydrothermales Feld. Die Fauna wird von der Muschel Bathymodiolus azoricus dominiert. Auch Garnelen, wie Mirocaris fortunata und Chorocaris chacei und andere Krebstiere, sowie Polychaeten kommen vor. Viele der Arten sind endemisch. So wurde z. B. die Eusiride Luckia striki (zu den Flohkrebsen gehörig) nach dem Gebiet benannt.

## Schutzzweck
Folgende Lebensraumtypen nach Anhang I der FFH-Richtlinie sind für das Gebiet gemeldet:
| EU Code | * | Lebensraumtyp (offizielle Bezeichnung) | Fläche [ha] |
| ------- | - | -------------------------------------- | ----------- |
| 1170    |   | Riffe                                  |             |